# Rúnar Már Sigurjónsson
Rúnar Már Sigurlaugarson Sigurjónsson (født 18. juni 1990 i Sauðárkrókur, Island), er en islandsk fodboldspiller (midtbane). Han spiller for Grasshoppers i Schweiz.
Sigurjónsson startede sin karriere i hjemlandet, hvor han blandt andet spillede fire år hos Valur. Herefter tilbragte han fire sæsoner hos GIF Sundsvall i Sverige, inden han i sommeren 2016 blev solgt til Grasshoppers.

## Landshold
Sigurjónsson debuterede for Islands landshold 14. november 2014 2012 i en venskabskamp mod Andorra. Han var en del af den islandske trup til VM 2016 i Frankrig, men var dog ikke på banen i turneringen, hvor islændingene nåede kvartfinalerne.
Sigurjónsson spillede desuden i perioden 2011-2012 tre kampe for det islandske U/21-landshold.